# Lago Bianco
Der Lago Bianco ist ein Stausee am Berninapass zwischen dem Valposchiavo und dem obersten Seitental des Engadins, dem Val Bernina, in der Schweiz. Er liegt damit auf der Grenze zwischen den Bernina- (westlich) und Livigno-Alpen (östlich).

## Geografie

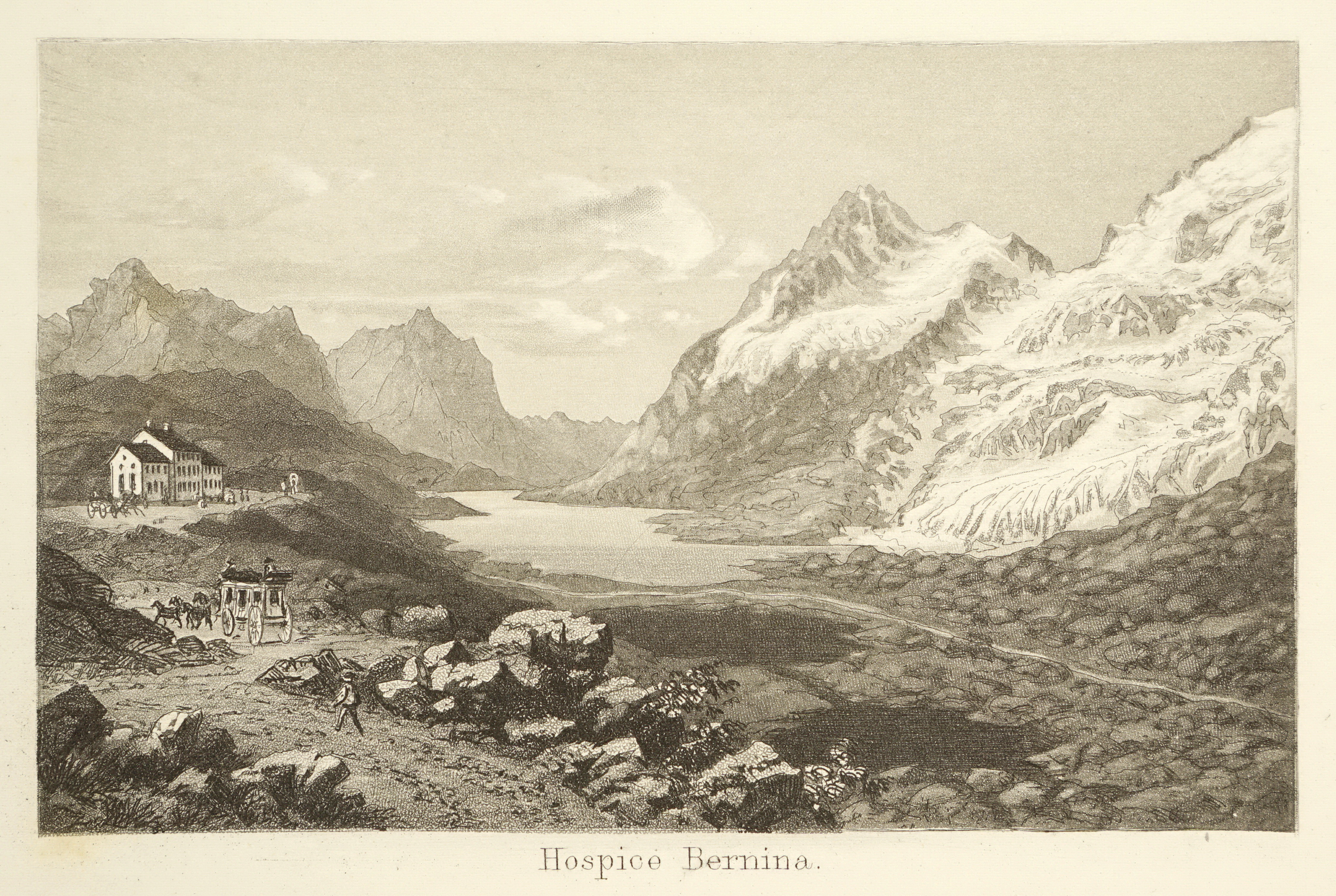
Der natürliche Lago Bianco von Norden, um 1865/1870, mit Lej Nair, Lej Pitschen und Cambrenagletscher. Radierung von Heinrich Müller.

Früher bestanden im Gebiet des heutigen Stausees zwei natürliche Seen: der grössere Lago Bianco, der seinen Namen dem milchigen Ausfluss des Cambrenagletschers verdankte, und der kleine, südlich anschliessende Lago della Scala. In den Lago Bianco mündeten mehrere kleine Bergbäche von den Höhen der Umgebung, so auch der Bach aus der Alpweide Lagalb, die ihren Namen dem See verdankt. Das Wasser floss vom Lago Bianco durch den Lago della Scala und aus diesem durch die Pilaschlucht in die Cavagliaalp hinunter, wo der Pilabach in den Fluss Cavagliasco mündete.
Unmittelbar am Nordende des Lago Bianco liegt die kontinentale Wasserscheide zwischen den Einzugsgebieten des Po und des Inn-Donau-Flusssystems.  Wenige Dutzend Meter nördlich des Lago Bianco liegt der Lej Nair (Lago Nero) am Oberlauf des Berninabaches.

## Geschichte

Staumauer Arlas und Cambrenagletscher (1920)

1910–1911 wurden die beiden Gewichtsstaumauern Scala (Südseite) und Arlas (Nordseite, aus drei Bögen bestehend) errichtet, so dass sich ein Stausee mit einem Volumen von 18,6 Mio. m³ bildete.
Der Abfluss des Stausees erfolgte zunächst auf natürlichem Weg über die Acqua da Pila zur Wasserfassung Puntalta des Kraftwerks Robbia. Seit 1927 führt eine Druckleitung das Wasser dem Kraftwerk Palü zu. 1941–1942 wurden die beiden in Bruchstein erbauten Staumauern mit Betonkronen um rund 4 m erhöht. Weil der Lago Bianco im nördlichen Teil am tiefsten ist, erstellte man im See eine dritte Mauer und ein Pumpwerk, damit die an der Südmauer gelegene Wasserfassung auch bei niedrigem Wasserstand versorgt werden kann (in der Regel April bis Mai). Juli bis Oktober wird Wasser aus dem Palüsee in den Lago Bianco hinaufgepumpt.
Von 1999 bis 2001 renovierte die Rätia Energie, heute Repower, die beiden Mauern vollständig und dichtete sie seeseitig neu ab. Die Sanierung der beiden Mauern wurde von der Firma IsoPermaproof aus Thusis durchgeführt.

## Technische Daten der Staumauern
| Arlas (Nord) und Scala (Süd) | Arlas (Nord) und Scala (Süd) | Arlas (Nord) und Scala (Süd) |
| ---------------------------- | ---------------------------- | ---------------------------- |
| Fertigstellung:              | 1912                         | 1912                         |
| Sperrentyp:                  | Gewichtsstaumauer            | Gewichtsstaumauer            |
| Kronenlänge:                 | 280 m                        | 190 m                        |
| Höhe:                        | 15 m                         | 26 m                         |
| Sperrenvolumen:              | 7'000 m³                     | 13'000 m³                    |
| Einzugsgebiet:               | 10,85 km²                    | 10,85 km²                    |
| Stauvolumen:                 | 18,6 Mio. m³                 | 18,6 Mio. m³                 |
| Oberfläche:                  | 143 ha                       | 143 ha                       |
| Länge:                       | 3 km                         | 3 km                         |
| Kapazität:                   | 80 m³/s                      | 80 m³/s                      |
| Repower, Brusio              |                              |                              |

## Erweiterung Pumpspeicher
Repower plant, den Lago Bianco (ca. 2230 m ü. NN) mit dem Lago di Poschiavo (ca. 960 m ü. NN) über einen 18,1 km langen Druckstollen sowie einen 2,4 km langen Druckschacht zu verbinden, um so ein Pumpspeicherkraftwerk mit 6 Maschinengruppen zu 175 MW, insgesamt 1050 MW, entstehen zu lassen. Dabei soll das Fassungsvermögen des Lago Bianco von 18 auf 26 Mio. m³ durch eine Erhöhung der Staumauer erweitert werden. Die Investition wird auf 2,5 Milliarden Schweizer Franken geschätzt, die Bauzeit soll 6–7 Jahre betragen. Da seit einigen Jahren (Stand 2015) die täglichen Preisschwankungen des Elektrizitätsmarktes abnehmen, steht die Wirtschaftlichkeit aktuell in Frage, und es bleibt abzuwarten, ob und wann der Baubeschluss erfolgt.

## Bilder

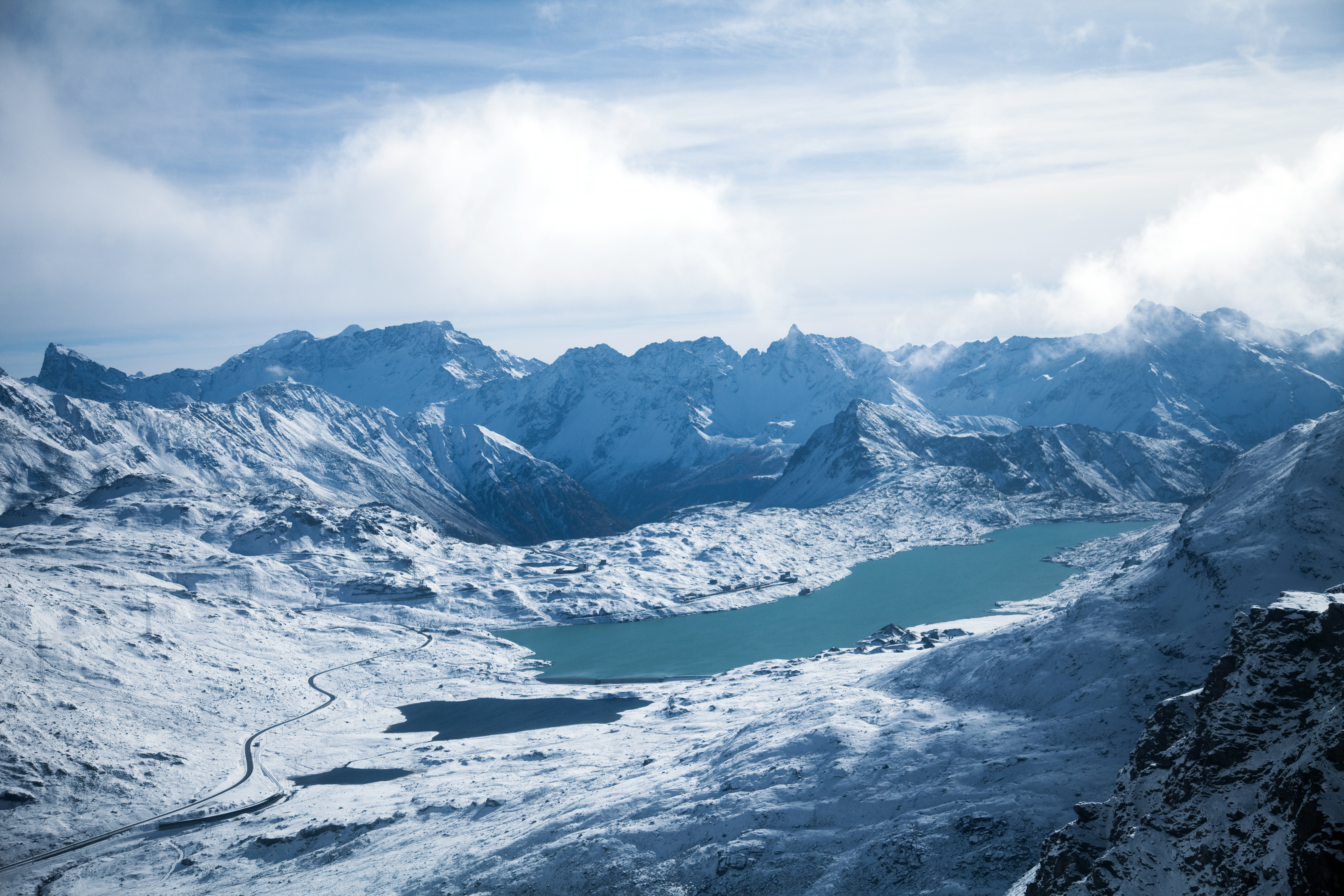
Aussicht von der Diavolezza-Seilbahn auf den Lago Bianco
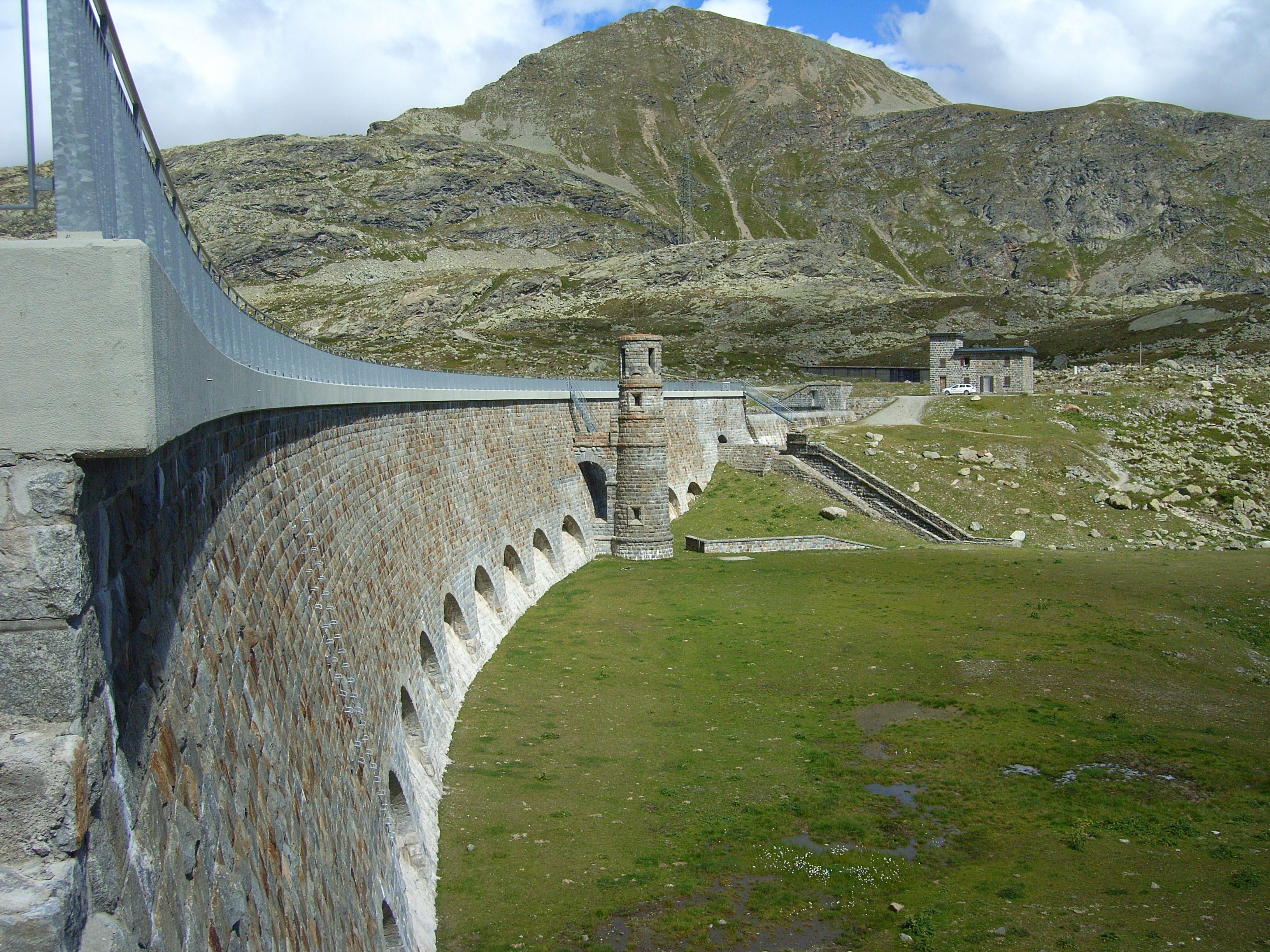
Staumauer Lago Bianco Süd
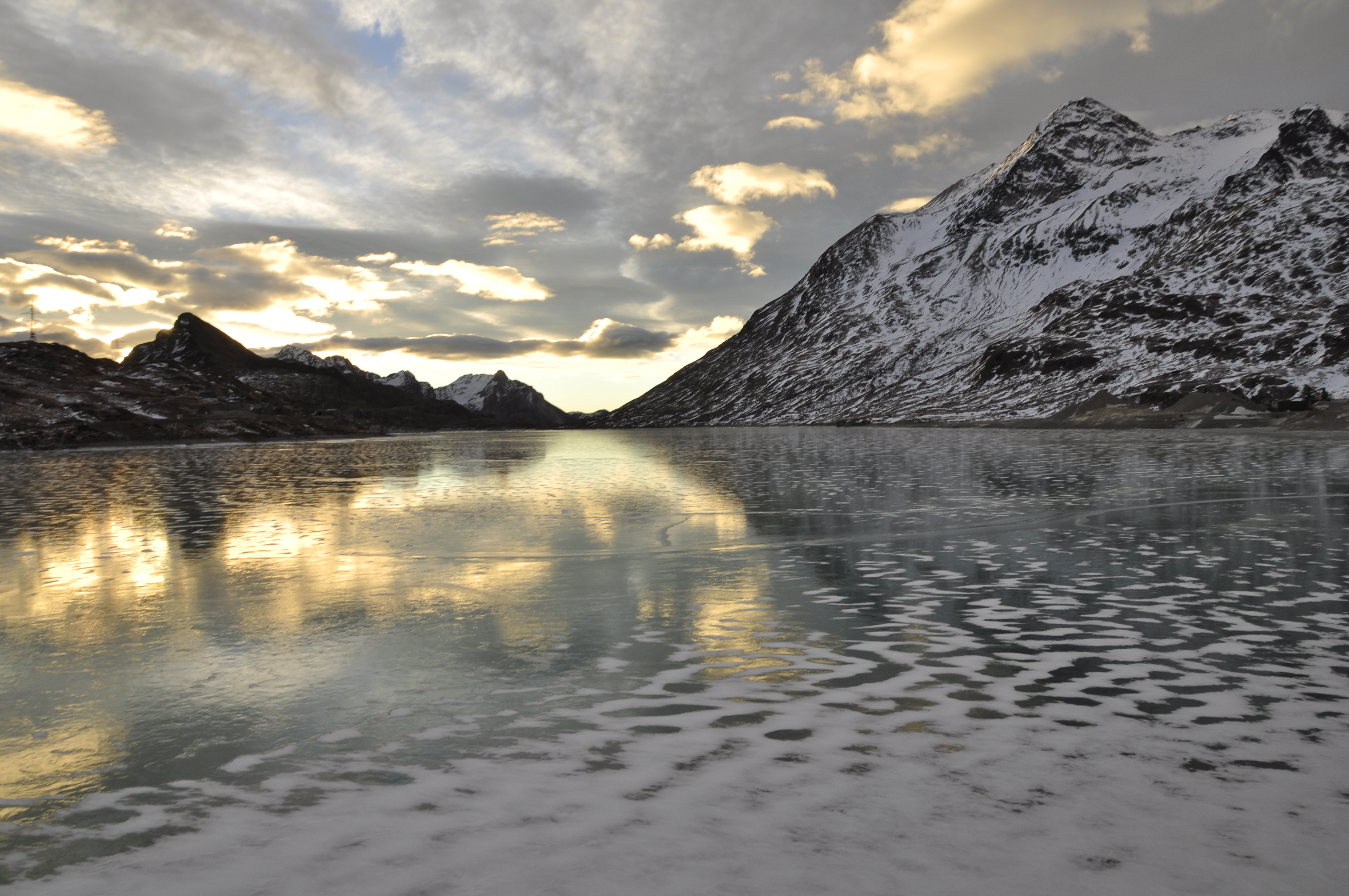
Schwarzes Eis auf dem Lago Bianco 2016